# 丘平楷
丘平楷（Yau Ping Kai，1981年8月23日—），香港警員及兼職足球運動員，司職前鋒，曾奪得香港乙組足球聯賽及香港丙組(甲)聯賽神射手，現時效力香港甲組足球聯賽球隊南華。

## 球員生涯
丘平楷自幼在叔叔前甲組球員丘和勤薰陶下愛上足球，15歲時加盟當時著名的瑞納青年軍，其後先後效力過好易通與傑志預備組，原本獲傑志提升上甲組，惟由於正職在電子廠工作，與訓練時間衝突，遂留在預備組作賽。
2002-03年度球季，傑志降落乙組作賽，丘平楷與前香港足球代表隊前鋒羅倫士成為球隊主力，協助傑志贏得香港乙組足球聯賽冠軍，成功重返甲組角逐。惟由於傑志人事變動，丘平楷並未隨隊升班，轉投東寶。
2006年，丘平楷投考成功，進入警察訓練學校。2007年畢業後，丘平楷轉到有前香港足球代表隊中鋒周志成、李雪輝等現役警察人員效力的丙組球隊永義，協助球隊取得2007-08年度香港丙組足球聯賽總亞軍，首次升上乙組作賽他本人亦射入22球，成為該季香港丙組(甲)聯賽神射手。
2008-09年度，丘平楷以30個入球，奪得乙組神射手。

## 個人榮譽
- 香港乙組足球聯賽神射手 (2008-09季度)
- 香港丙組(甲)聯賽神射手 (2007-08季度)

## 外部連結
- 香港足球總會網頁球員註冊資料（页面存档备份，存于）
- 乙組神射手──丘平楷